# Pierre Lejay
Pour les articles homonymes, voir Lejay.
Le révérend Père Pierre Lejay est un jésuite et un physicien français qui dirigea la Commission scientifique des expéditions polaires.

## Éléments de biographie
Il est né le 11 juin 1898 à Tamaris-sur-Mer et mort dans la nuit du 10 octobre au 11 octobre 1958 sur un paquebot entre les États-Unis et l'Europe. 
Après des études à l'École Supérieure d'Électricité dont il sortit en 1919, 
il prépara un doctorat en mathématique tout en poursuivant
des études de théologie. Il obtint le titre de docteur en 1926 et accéda à la prêtrise
cette même année.
Après avoir collaboré au service Méridien et au Service de I'Heure de l'Observatoire de Paris
de 1922 à 1926, il partira en Chine à l'observatoire de Zi Ka Wei pour y faire
des mesures de longitude en 1926. Il reviendra dans cet observatoire en 1930
en tant que directeur. Ses centres d'intérêt portent donc sur la géodésie, mais aussi 
aux hautes atmosphères (l'observatoire ayant aussi un but de prédiction climatique), 
à l'ionosphère et à la propagation radio-électrique.
Avec Fernand Holweck, il participa à la mise au point d'un pendule (pendule d'Holweck-Lejay)
qui permet de réaliser des mesures gravimétriques de bonne précision en 1933. Ce pendule 
l'accompagnera dans ses nombreux voyages autour du monde, ce qui permettra d'initier la 
création d'une carte gravimétrique à l'échelle de la Terre.
Revenu en France en 1939, il sera mobilisé dans les cadres de la radiotélégraphie militaire.
Revenu à la vie civile en 1940, il travaillera au  Laboratoire National de Radioélectricité
et sera chargé de créer et diriger le Bureau lonosphérique Français.Ce bureau fut créé au CNET, Centre National d'Études des Télécommunications en novembre 1946 et travailla avec l'Observatoire de Paris, le Laboratoire National de Radioélectricité (LNR) et l'Institut de Physique du Globe. 
En 1947, il sera nommé président de la Commission scientifique des Expéditions Polaires Françaises (EPF) fondées par Paul-Émile Victor. Il sera élu en 1948 président de la section gravimétrie de l'Association Internationale de Géodésie et sera chargé en 1954 de fonder et de diriger le Bureau Gravimétrique International dont
le but était d'établir un réseau gravimétrique mondial.
Il sera aussi vice-président de 1948 à 1957 et président de l'Union de Radioelectricite Scientifique Internationale
(URSI) de 1952 à 1957.
Sous la houlette de l'URSI, l'Union astronomique internationale et 
de l'Union géodésique et géophysique internationale, la période allant
du 1er juillet 1957 au 31 décembre 1958 sera
décrétée année géophysique internationale (AGI). Le R.P. Lejay
est nommé à la fois membre du Comité Spécial (international) de l'Année Géophysique Internationale et président du Comité National Français de l'AGI.

## Sociétés savantes
Le R.P. a été élu membre de l'Académie des sciences en 1946, après avoir 
été correspondant depuis 1935.
Il a été par ailleurs élu membre titulaire en 1954 du Bureau des longitudes,
après en avoir été correspondant depuis 1937. Il en devint vice-président
en 1956 et président en 1958.
En 1955, il fut élu président du Conseil international des Unions Scientifiques, 
et il mourut quelques jours après sa réélection à ce poste, lors de son retour en France.

## Hommages
- Une baie porte son nom en Terre Adélie.
- Un mont porte son nom aux îles Kerguelen.